# Никольский (Якутия)
Никольский (якут. Никольскай) — село в Намском улусе Якутии России. Административный центр и единственный населённый пункт Никольского наслега. Население — 453 чел. (2021), большинство — якуты .

## География
Село расположено в пределах Центрально-Якутской равнины, в долине Энсиэли, на левом берегу реки Лена.
Географическое положение
Расстояние до улусного центра — село Намцы — 12 км..
Климат
Средняя температура января −42 °C, июля +17…+18 °С. Осадков выпадает около 200—250 мм в год.

## История
Согласно Закону Республики Саха (Якутия) от 30 ноября 2004 года N 173-З N 353-III село возглавило образованное муниципальное образование Никольский наслег.

## Население
| 2002 | 2010 | 2012 | 2013 | 2014 | 2015 | 2016 | 2017 | 2018 | 2019 | 2020 |
| ---- | ---- | ---- | ---- | ---- | ---- | ---- | ---- | ---- | ---- | ---- |
| 397  | ↗427 | ↘423 | ↘422 | ↘412 | ↗429 | ↗441 | ↗452 | ↘441 | ↗453 | ↗461 |
| 2021 |      |      |      |      |      |      |      |      |      |      |
| ↘453 |      |      |      |      |      |      |      |      |      |      |

Национальный состав
Согласно результатам переписи 2002 года, в национальной структуре населения якуты составляли 96 % от общей численности населения в 397 чел..

## Инфраструктура
Животноводство (мясо-молочное скотоводство, мясное табунное коневодство).
Клуб, начальная общеобразовательная школа, учреждения здравоохранения и торговли.

## Транспорт
Автомобильная дорога «Нам».